# Fagyöngytirannusz
A fagyöngytirannusz (Zimmerius vilissimus) a madarak (Aves) osztályának a verébalakúak (Passeriformes) rendjébe és a királygébicsfélék (Tyrannidae) családjába tartozó faj.

## Rendszerezése
A fajt Philip Lutley Sclater és Osbert Salvin írták le 1859-ben, az Elainia nembe Elainia vilissima néven.

## Alfajai
Besorolása vitatott, több alfaját is önálló fajjá nyilvánították, de ezt még nem mindenki fogadta el.
- Zimmerius vilissimus vilissimus[2] (P. L. Sclater & Salvin, 1859)
- Zimmerius vilissimus tamae[2] vagy Zimmerius improbus tamae[4] (Phelps & Phelps Jr, 1954)
- Zimmerius vilissimus improbus[2] vagy Zimmerius improbus[1] (P. L. Sclater & Salvin, 1871)
- Zimmerius vilissimus parvus[2] vagy Zimmerius parvus[1] (Lawrence, 1862)
- Zimmerius vilissimus petersi[2] vagy Zimmerius petersi[1] (Berlepsch, 1907)

## Előfordulása
Mexikó, Belize, Guatemala és Salvador területén honos.  Több alfaj esetén, Costa Rica, Honduras, Nicaragua, Panama és Kolumbia területén is él. Természetes élőhelyei a szubtrópusi és trópusi síkvidéki és hegyi esőerdők.

## Megjelenése
Testhossza 10 centiméter.

## Természetvédelmi helyzete
Az elterjedési területe nagyon nagy, egyedszáma ugyan csökken, de még nem éri el a kritikus szintet. A Természetvédelmi Világszövetség Vörös listáján nem fenyegetett fajként szerepel.